# 17. august
17. august er dag 229 i året i den gregorianske kalender (dag 230 i skudår). Der er 136 dage tilbage af året.
Dagens navn er Anastatius, og den er formentlig opkaldt efter en dalmatisk soldat, der blev dræbt på grund af sin kristne tro under kejser Diocletians kristenforfølgelser.

### Begivenheder
Født - Dødsfald
- 1624 - En voldsom brand ødelægger størstedelen af Oslo, hvorefter Christian 4. opfører den nye by Kristiania ved Akershus
- 1676 - Slaget ved Halmsted (Fyllebro) finder sted.
- 1807 - Robert Fultons North River Steamboat begynder som det første dampskib en regelmæssig, kommerciel rutefart, der finder sted mellem New York og Albany.
- 1945 - Indonesien erklærer sin uafhængighed af Nederlandene på dagen, som siden har været landets nationaldag.
- 1945 - George Orwells roman Kamarat Napoleon udgives.
- 1960 - Gabon bliver selvstændig (fra Frankrig). Dagen er landets nationaldag.
- 1976 - På Filippinerne omkommer mere end 6.000 mennesker under et jordskælv.
- 1988 - I et flystyrt omkommer Pakistans præsident Muhammad Zia-ul-Haq samt USA's ambassadør Arnold Raphel.
- 1998 - USA's præsident Bill Clinton erkender at have haft et "upassende fysisk forhold" til praktikanten Monica Lewinsky.
- 1999 - I et jordskælv af en styrke på 7,4 omkommer mere end 17.000 mennesker og 44.000 såres i egnen omkring Izmir i Tyrkiet.
- 2004 - Over 500 danske professionelle fodboldspillere går i strejke efter sammenbrud i forhandlinger mellem Spillerforeningen og Divisionsforeningen. Strejken afblæses efter otte dage.
- 2006 - Jyllands-Posten og Politikens Hus udsender første udgave af deres nye gratisavis "24 Timer".
- 2017 - Et angreb finder sted i Barcelona på Ramblaen nær Plaça de Catalunya, hvor en varebil kører ind i en menneskemængde med flere dræbte og sårede til følge.

### Født
- 1601 - Pierre de Fermat, fransk matematiker (død 1665).
- 1629 - Johan 3. Sobieski, polsk konge (død 1696).
- 1786 - Davy Crockett amerikansk pioner, pelsjæger og politiker (død 1836).
- 1842 - H.E. Hørring, dansk konseilspræsident (død 1909).
- 1851 - V.A. Secher, dansk retshistoriker og rigsarkivar (død 1918).
- 1864 - Harald Slott-Møller, dansk maler (død 1937).
- 1882 - Samuel Goldwyn, amerikansk filmproducer (død 1974).
- 1893 - Mae West, amerikansk skuespiller (død 1980).
- 1901 - Heðin Brú, færøsk forfatter (død 1987).
- 1911 - Mikhail Botvinnik, russisk skakspiller (død 1995).
- 1913 - William Mark Felt, amerikansk agent (død 2008).
- 1920 - Maureen O'Hara, irsk skuespillerinde (død 2015).
- 1922 - Ingrid Jørgensen, dansk statsministerfrue (død 1997).
- 1926 - Jiang Zemin, kinesisk præsident (død 2022).
- 1929 - Francis Gary Powers, amerikanske U-2 pilot (død 1977).
- 1932 - V. S. Naipaul, vestindisk forfatter og modtager af Nobelprisen i litteratur (død 2018).
- 1933 - Bonna Søndberg, dansk operasanger.
- 1936 - Margaret Hamilton, amerikansk datalog, systemanalytiker og iværksætter.
- 1943 - Robert de Niro, amerikansk skuespiller.
- 1949 - Henning Jensen, dansk fodboldspiller.
- 1951 - Anne E. Jensen, dansk EU-parlamentsmedlem.
- 1960 - Sean Penn, amerikansk skuespiller og filminstruktør.
- 1963 - Jan Heintze, dansk fodboldspiller.
- 1966 - Rodney Mullen, amerikansk professionel skateboarder.
- 1966 - Bernhard Roetzel, tysk forfatter
- 1969 - Donnie Wahlberg, amerikansk sanger/skuespiller
- 1970 - Jim Courier, amerikansk tennisspiller.
- 1974 - Niclas Jensen, dansk fodboldspiller.
- 1977 - Thierry Henry, fransk fodboldspiller.
- 1993 - Sarah Sjöström, svensk svømmer.

### Dødsfald
- 1786 - Frederik den Store, preussisk konge (født 1712).
- 1880 - Ole Bull, norsk violinist (født 1810).
- 1899 - Erik Bøgh, dansk digter og komponist (født 1822).
- 1903 - Hans Gude, norsk maler (født 1825).
- 1962 - Grete Frische, dansk skuespiller, manuskriptforfatter og filminstruktør (født 1911).
- 1964 - Jon Iversen, dansk skuespiller og teaterinstruktør (født 1889).
- 1967 - Herbert P.A. Jerichow, dansk direktør (født 1889).
- 1969 - Ludwig Mies van der Rohe, tysk-amerikansk arkitekt (født 1886).
- 1981 - Ernst Syberg, dansk maler (født 1906).
- 1983 - Ira Gershwin, amerikansk sangskriver (født 1896)
- 1987 - Rudolf Hess, tysk nazistisk frontfigur (født 1894).
- 1988 - Mohammad Zia-ul-Haq, pakistansk præsident (født 1924) - flystyrt.
- 1992 - Tommy Nutter, britisk skrædder (født 1943).
- 1998 - Raquel Rastenni, dansk sanger (født 1915).
- 1999 - Martin Volodja Johansen, dansk professor, dr.phil (født 1920).
- 2016 - John Martinus, dansk skuespiller (født 1939)

|  | Denne datoartikel kan blive bedre, hvis der indsættes et (bedre) billede Du kan hjælpe ved at afsøge Wikimedia Commons for et passende billede eller uploade et godt billede til Wikimedia Commons iht. de tilladte licenser og indsætte det i artiklen. |